# Уялы (Исаковский сельский округ)
Уялы (каз. Ұялы) — село в Зерендинском районе Акмолинской области Казахстана. Входит в состав Исаковского сельского округа. Код КАТО — 115663700.

## География
Село расположено на юге района, в 41 км на юго-восток от центра района села Зеренда, в 5 км на юго-восток от центра сельского округа села Исаковка.

### Ближайшие населённые пункты
- село Исаковка в 5 км на северо-западе,
- село Веденовка в 9 км на северо-востоке,
- село Раздольное в 12 км на юго-западе,
- село Преображенка в 18 км на западе.

## Население
В 1989 году население села составляло 160 человек (из них казахов 100%).
В 1999 году население села составляло 203 человека (91 мужчина и 112 женщин). По данным переписи 2009 года, в селе проживало 58 человек (30 мужчин и 28 женщин).
| Численность населения | Численность населения | Численность населения |
| 1989                  | 1999                  | 2009                  |
| --------------------- | --------------------- | --------------------- |
| 160                   | ↗203                  | ↘58                   |